# Бордо
Бордо́ (фр. Bordeaux фр.: [bɔʁdo] ( прослухати); гаск. окс. Bordèu [buɾˈðɛw]; баск. Bordele; лат. Burdigala) — місто та муніципалітет на південному заході Франції, адміністративний центр регіону та історичної області Нова Аквітанія та департаменту Жиронда. Населення — 261 804 особи (01.01.2021).
Муніципалітет розташований на відстані близько 500  км на південний захід від Парижа.

## Історія
Місто Бордо було засноване кельтами в 3 столітті до н. е. В давнину поселення мало назву Бурдігала (лат. Burdigala; імовірно басксько-аквітанського походження). При римлянах Бурдігала була столицею римської провінції Аквітанія, яка простягалася від Піренеїв до Луари. У той час тут процвітала торгівля.
У IV столітті імператор Діоклетіан розділив Аквитанию на три частини і Бурдігала стала столицею провінції Аквітанія Секунда.
Під час занепаду Римської імперії регіон навколо Бурдігали переживав період політичної нестабільності. 276 року місто було розграбоване вандалами. Надалі варвари неодноразово нападали на Бордо (вандали в 409, вестготи в 414 і франки в 498).
З VI століття місто увійшло до складу Франкської держави. Внаслідок династичних шлюбів, у XII—XV століттях Бордо перебувало під англійським впливом. Після битви під Кастильоном 1453 місто повернулося у склад Франції. У XVI столітті Бордо набуло ваги, коли стало центром торгівлі цукром і рабами з Вест-Індії, на додаток до традиційного вина.
Бордо підтримувало Фронду, і було остаточно ефективно приєднане до Французького королівства 1653, коли Людовік XIV увійшов у місто.
18 сторіччя було золотим віком для міста. Багато будинків в діловій частині міста, числом понад 5000, і набережна були зведені саме в цей час. Віктор Гюґо казав про місто: «Візьміть Версаль, додайте Антверпен, і ви отримаєте Бордо». Під час масштабної реконструкції міст за часів Наполеона ІІІ Бордо був взятий як взірець архітектури псевдосередньовіччя, і саме цією архітектурою пишаються сьогодні французи у Парижі.
Французький уряд перебирався у Бордо під час війни 1870 року, Першої та Другої світових воєн.

## Туризм
Бордо розташоване на берегах Гаронни, за 32  км від узбережжя Атлантичного океану. Комітет ЮНЕСКО вніс історичний центр міста Бордо, який називається Порт Місяця (Porte de la Lune), в список Світової спадщини у Франції за унікальність міського ансамблю. Дев'яте за величиною місто Франції починалося з римського торгового поста, а згодом, впродовж 300 років належало англійцям, які немало вплинули на стиль і смак Бордо та околиць. Багато з чималих шато в місті й навколо нього досі належать англійцям, і багато шато відкриті для відвідин.
Старий Бордо сконцентрований навколо кварталу Святого Петра, від якого розходяться вузькі вулиці і де в ряд розташовані старі церкви і розлогі садиби з балконами з кованого заліза і аркадами. Останніми роками ведеться багато реставраційних робіт, але, не зважаючи на це, багато вулиць все ще виглядають дещо застарілими. Одним з найпишніших свідків минулої слави Бордо є Гранд-Театр, побудований на місці римського храму. Його фасад прикрашений величезним портиком з колонами, увінчаним 12 музами та граціями. Неподалеку розташована еспланада або площа Кенконс, що займає майже 12 гектарів. Це робить її найбільшою площею такого роду в Європі. На меншій за розміром, але красивіший Біржовій площі розташований фонтан Трьох Грацій, а сама площа межує з набережною Гаронни. 
Через річку перекинутий Кам'яний міст, побудований під час іспанських кампаній Наполеона. Серед найбільших соборів Бордо варто відзначити готичну церкву Сен-Мішель і собор Сен-Андре. Навколо останнього розташовані музеї міста, найпримітнішим з яких є Музей Витончених Мистецтв, що зібрав прекрасну колекцію творів Рейнольдса, Тіциана, Рубенса, Матісса і Марке.
Бордо прикрашений унікальними пам'ятниками архітектури, серед яких залишки римського амфітеатру (3 століття), романсько-готична церква Сен-Серен (XI—XIII століть), Сент-Круа (XII—XIII століть) і собор Сент-Андре (середина XII — початок XIV століття), а також готичні церкви Сент-Елалі (XII—XIV століть) і Сен-Мішель (XIV—XVI століть). Віяло вулиць, що склалося в середні віки, веде до майдану Біржі в закруті річки Гаронна. У XVIII столітті вони доповнився регулярною мережею вулиць і площ, які визначили сучасну зовнішність Бордо з його набережними та будівлями в стилі класицизму, такими як Великий театр (1773—1780 року) і мерія (1773—1784 року).
Сам регіон славиться головним чином своїми винами, що отримали визнання у всьому світі. Виноробство нерозривно пов'язане з історією Бордо. Ось вже майже два тисячоліття виноградники є формуючим чинником в житті бордолезців. Місто Бордо знаходиться в центрі найбільшого району виноградників, що займають близько 120 тисяч гектарів родючої землі. На цій території розташовані тисячі шато, десятки приватних і кооперативних винних льохів і півсотні торгових домів. Їх вина входять до числа найпрестижніших у світі  — Петрю, Ікем, Мутон Ротшильд, Шеваль Блан, Про Бріон.
Щороку три мільйони туристів відвідує місто.

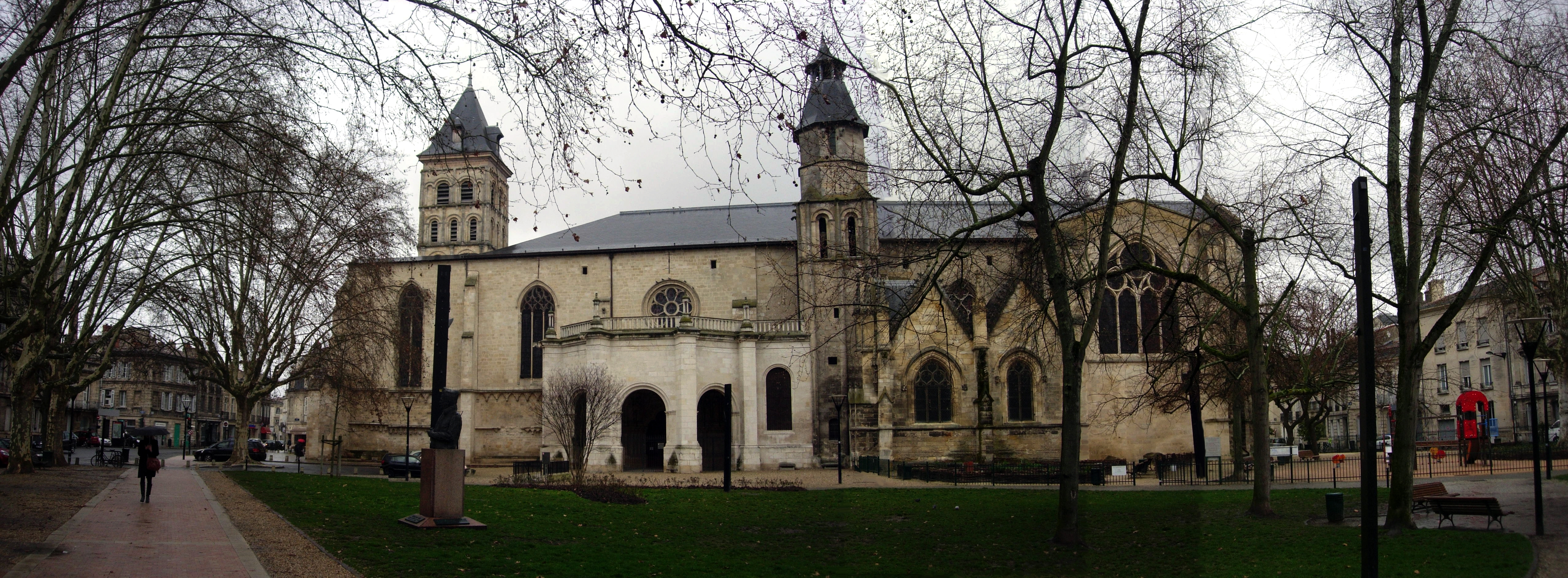
Церква Сен-Серен
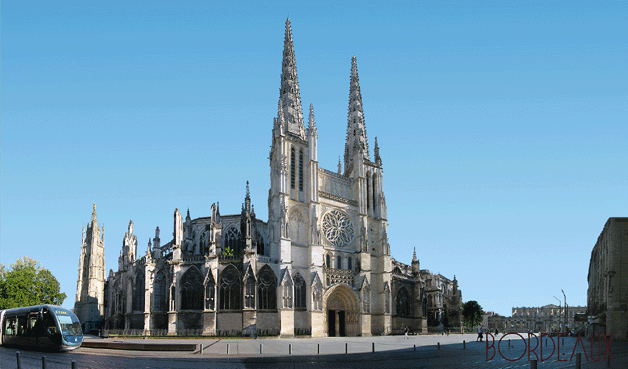
Собор Сент-Андре
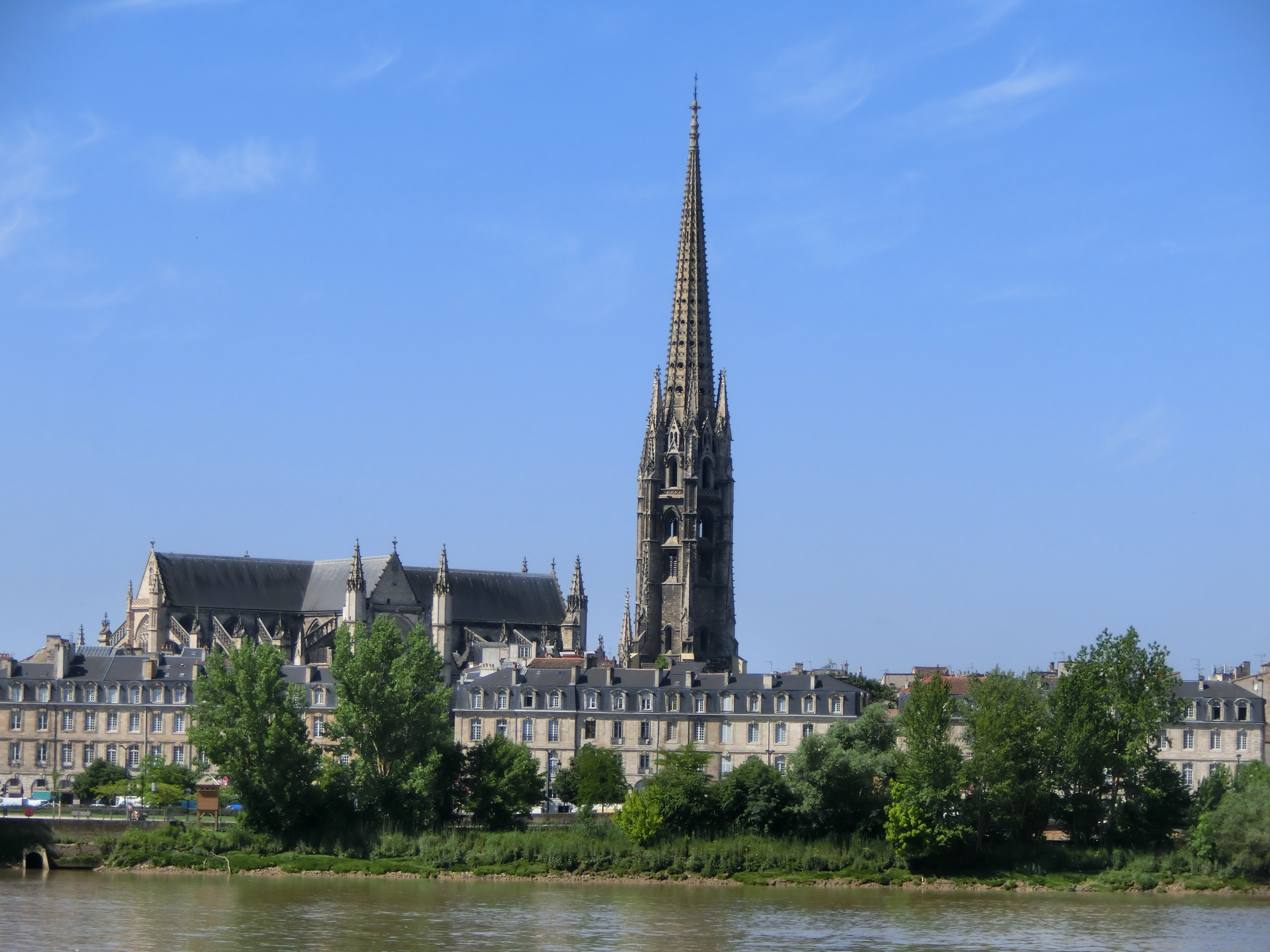
Церква Сен-Мішель
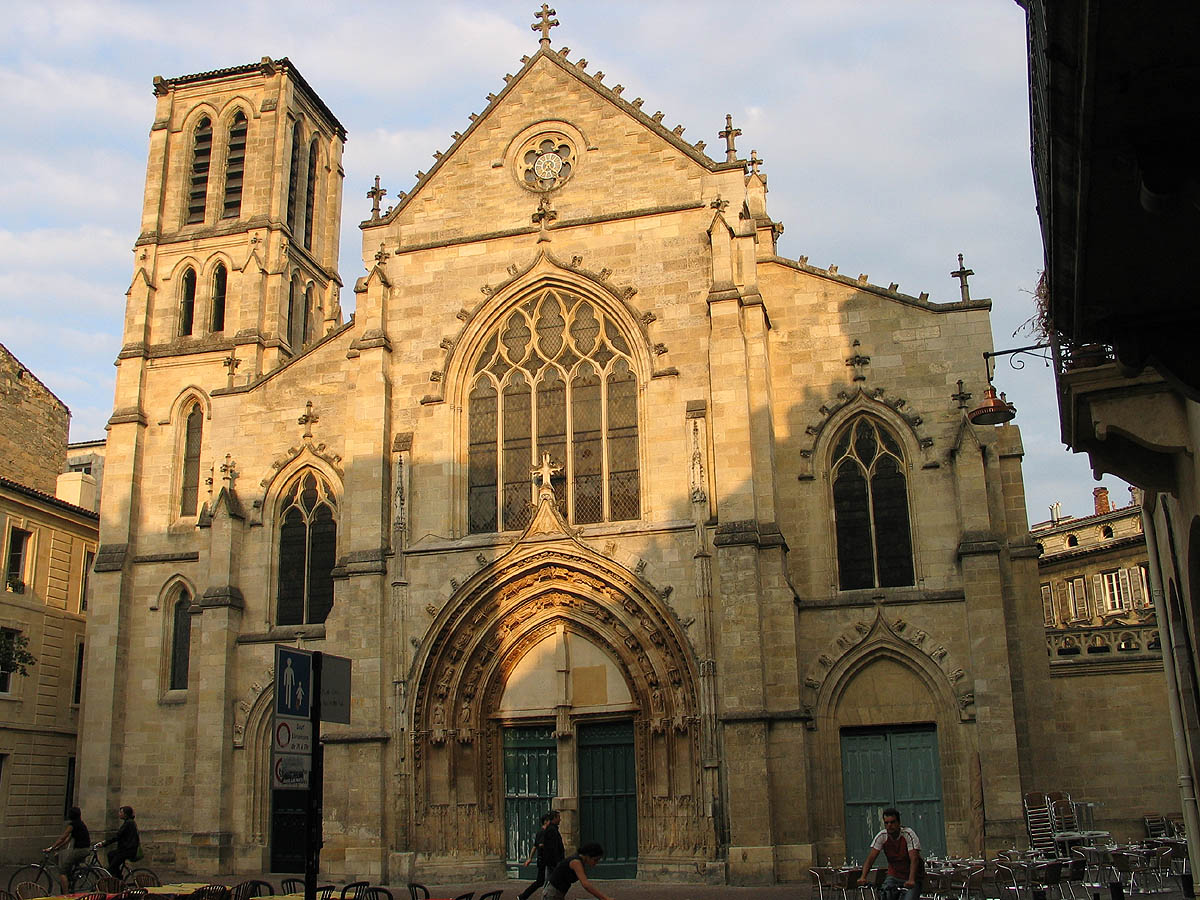
Церква Сен-П'єр
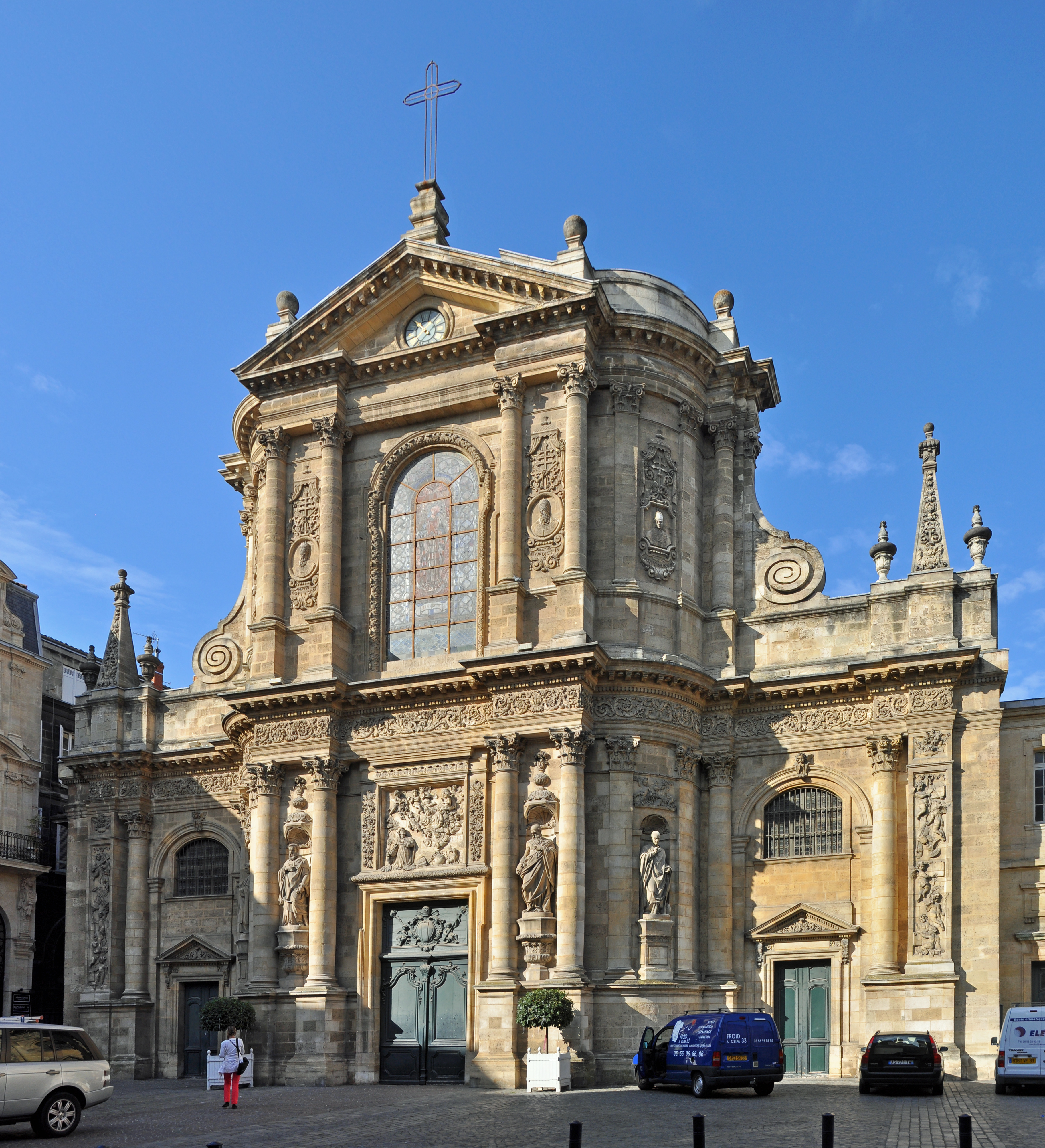
Церква Нотр-Дам
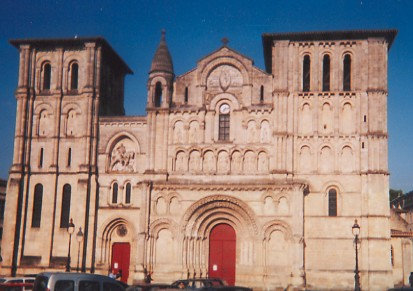
Фасад церкви Сент-Круа
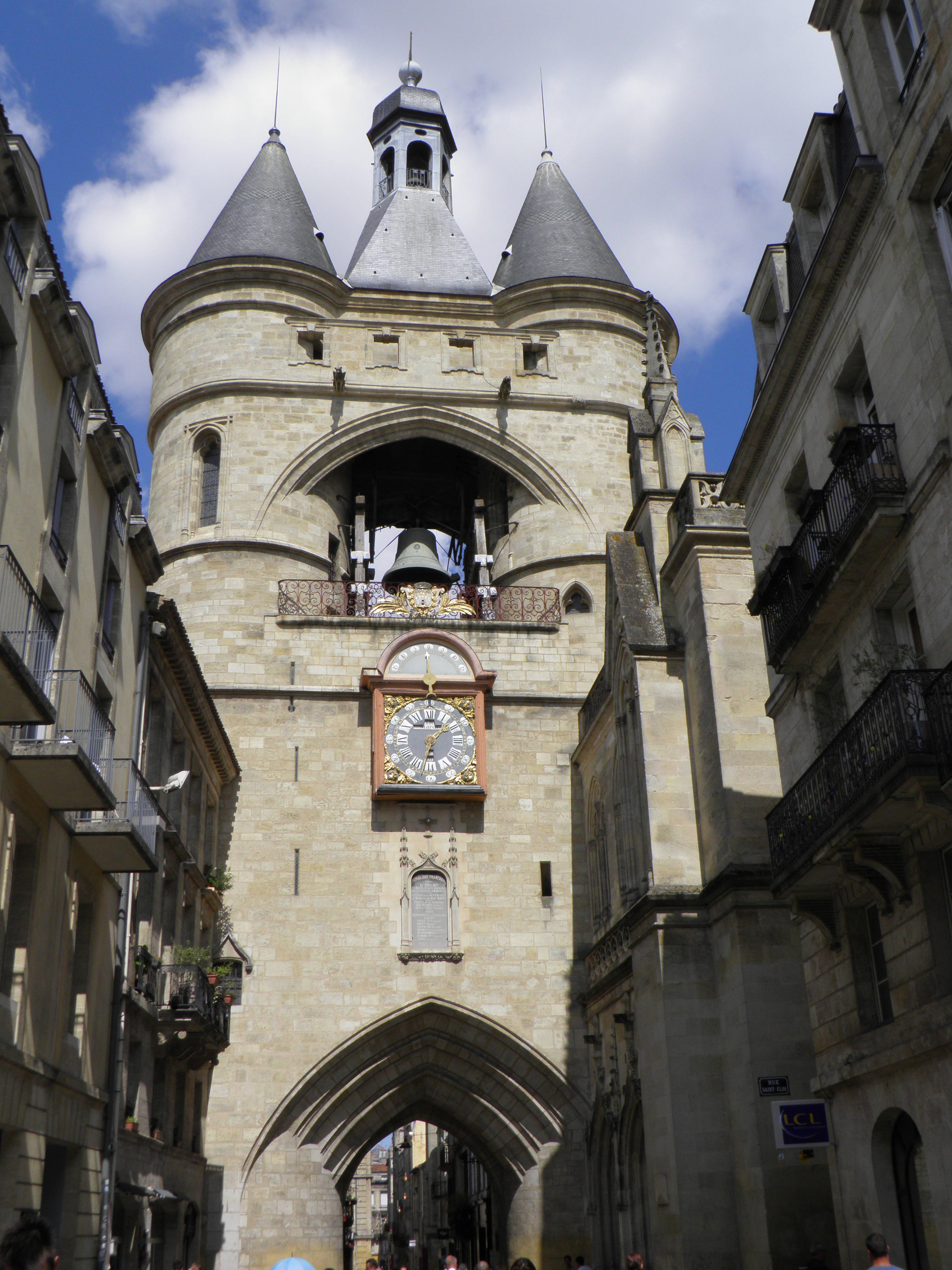
Брама Великого дзвону Бордо
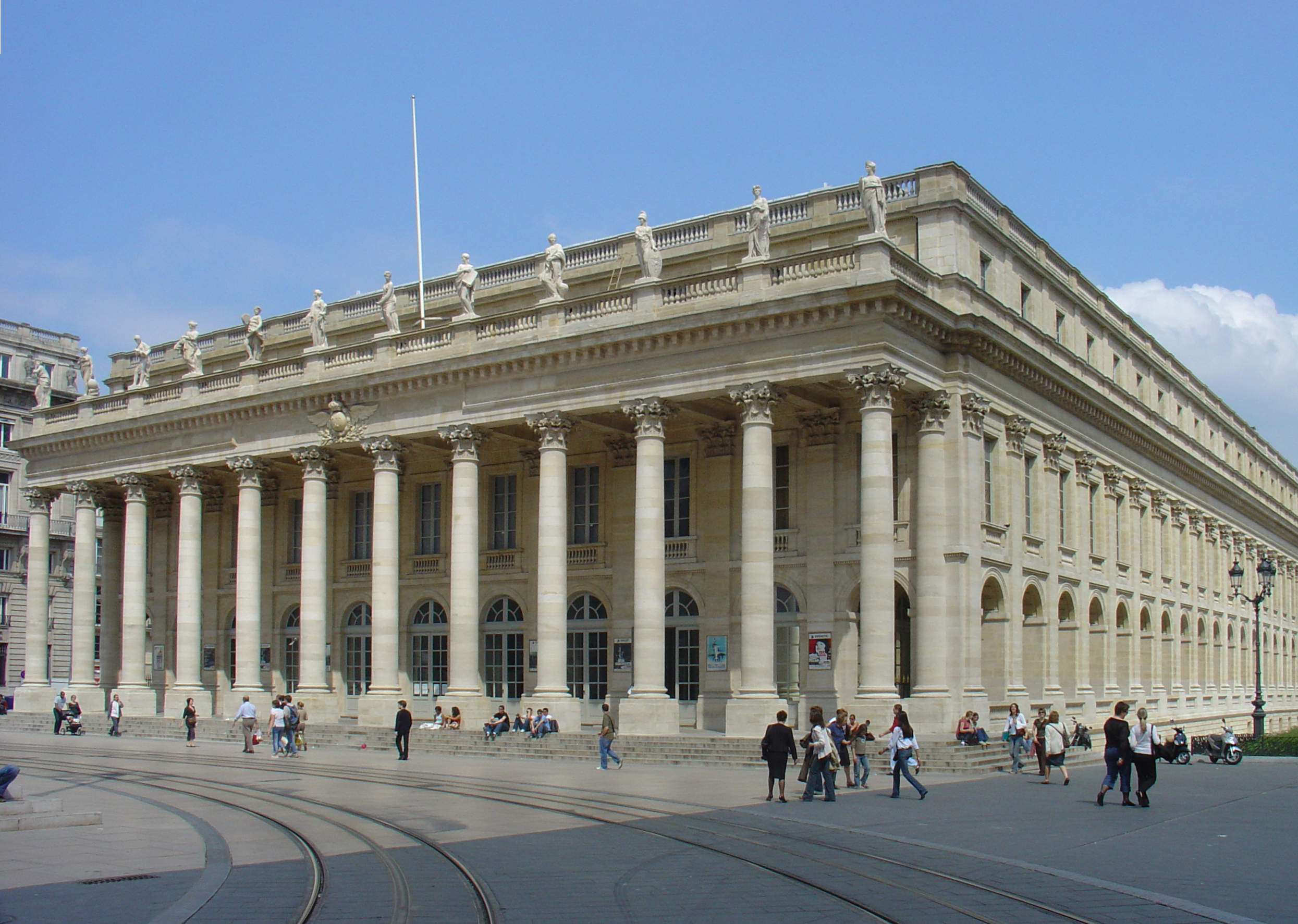
Гранд-Театр
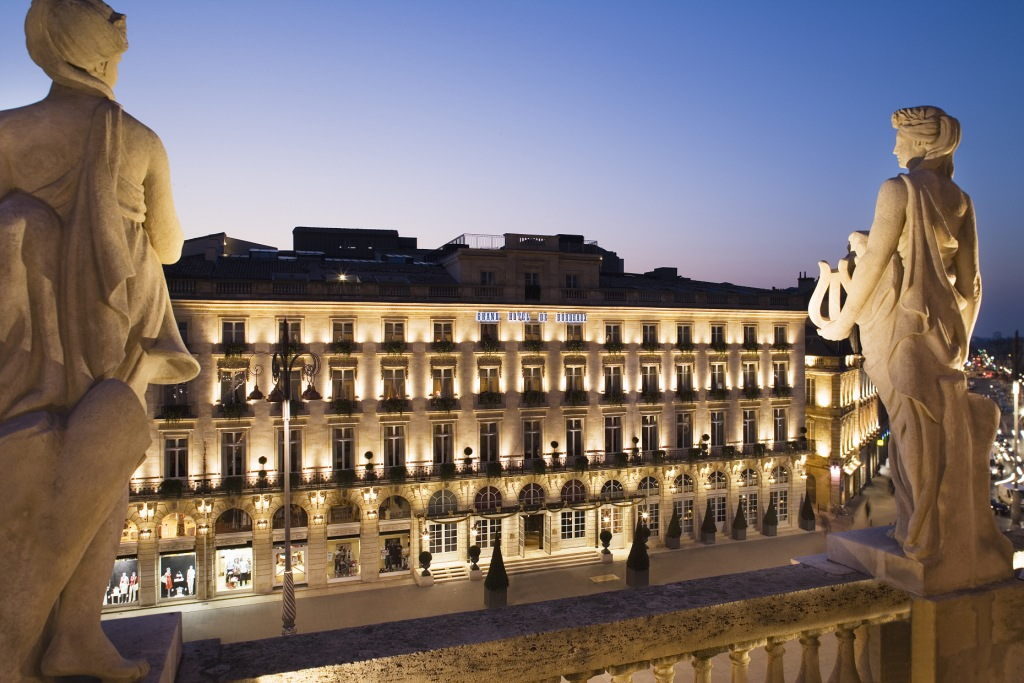
Гранд-Готель
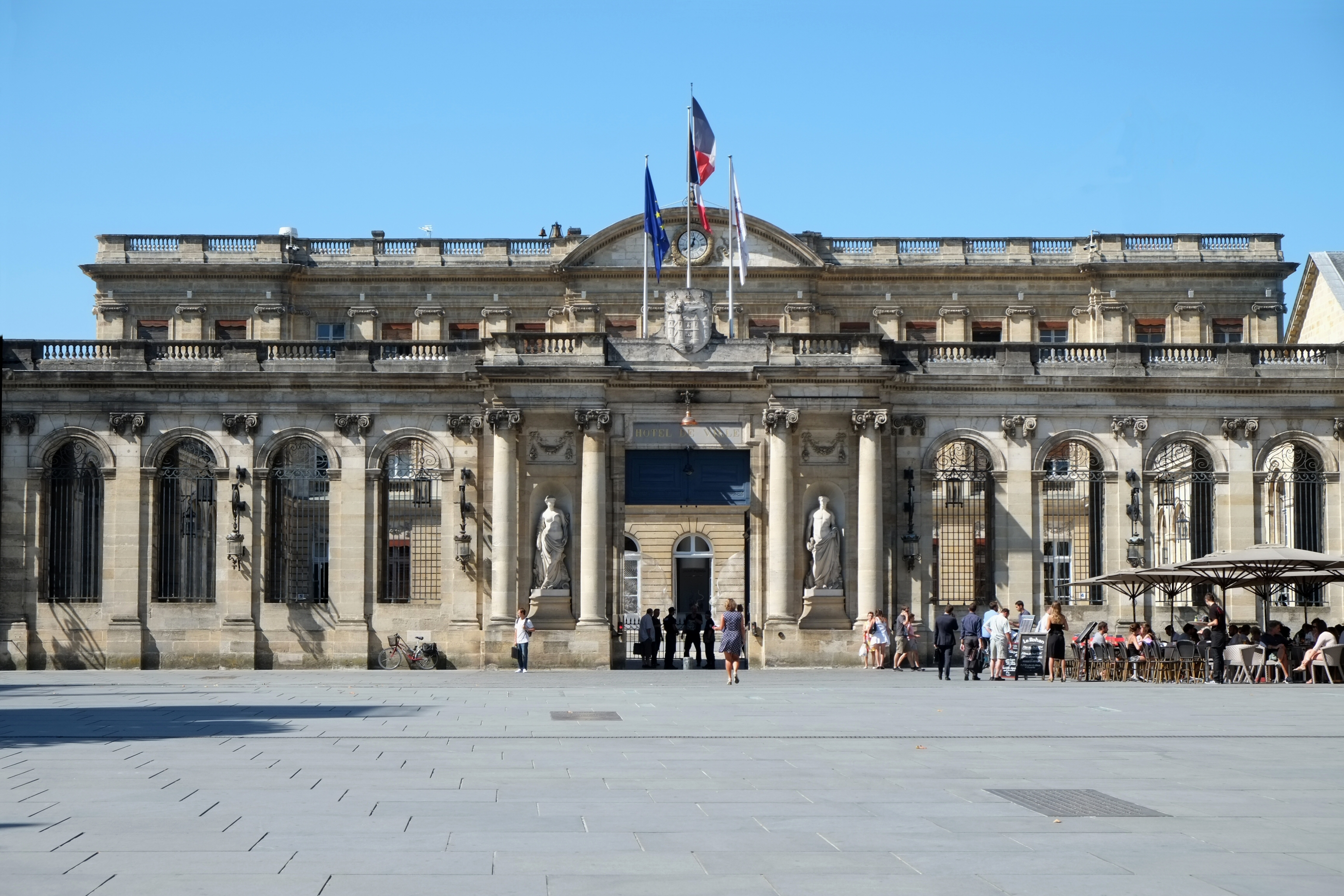
Палац Роганів (Бордо)

## Сучасність
За урядовою програмою міністерства оборони Франції в місті зводиться найпотужніший у світі лазер  — Laser Megajoule, для дослідів в галузі лазерних та плазмових технологій. Інвестиції до 2009 сягнуть 2  млрд євро, а місто стане найбільшим осередком і концентрацією фахівців з лазерної оптики в Європі.
Близько 20 000 мешканців міста працюють в аерокосмічній галузі, серед інших в місті розташовані підприємства Dassault, EADS.
Порт щороку приймає і відправляє 9  млн тонн вантажу.
У Бордо є сучасна трамвайна мережа (відкрита 21 грудня 2003 року президентом Франції Жаком Шираком).

## Демографія
Динаміка населення (base Cassini de  l'EHESS pour les nombres retenus jusque 1962, base Insee à partir  de 1968 (population sans doubles comptes  puis population municipale à partir de  2006) ·  ):
Розподіл населення за віком та статтю (2006):
| Стать | Всього  | До 15 років | 15-24  | 25-44  | 45-64  | 65-85  | Понад 85 |
| --- | ------- | ----------- | ------ | ------ | ------ | ------ | -------- |
| Чоловіки | 108 123 | 16 165      | 21 459 | 36 824 | 21 825 | 10 437 | 1413     |
| Жінки | 124 150 | 14 731      | 26 455 | 35 630 | 25 967 | 17 500 | 3867     |
| \| Статево-вікова піраміда \| Статево-вікова піраміда \| Статево-вікова піраміда \| \| ----------------------- \| ----------------------- \| ----------------------- \| \| Чоловіки \| Вік \| Жінки \| \| 1413 \| 85 + \| 3867 \| \| 2063 \| 80-84 \| 4604 \| \| 2978 \| 75-79 \| 4693 \| \| 2616 \| 70-74 \| 4577 \| \| 2780 \| 65-69 \| 3626 \| \| 4048 \| 60-64 \| 4789 \| \| 5727 \| 55-59 \| 7075 \| \| 5865 \| 50-54 \| 7163 \| \| 6185 \| 45-49 \| 6940 \| \| 6921 \| 40-44 \| 6997 \| \| 7978 \| 35-39 \| 7605 \| \| 10 303 \| 30-34 \| 9370 \| \| 11 622 \| 25-29 \| 11 658 \| \| 13 702 \| 20-24 \| 16 898 \| \| 7757 \| 15-20 \| 9557 \| \| 5048 \| 10-14 \| 4560 \| \| 5166 \| 5-9 \| 4872 \| \| 5951 \| 0-4 \| 5299 \| |         |             |        |        |        |        |          |
| Статево-вікова піраміда |         |             |        |        |        |        |          |
| Чоловіки | Вік     | Жінки       |        |        |        |        |          |
| 1413 | 85 +    | 3867        |        |        |        |        |          |
| 2063 | 80-84   | 4604        |        |        |        |        |          |
| 2978 | 75-79   | 4693        |        |        |        |        |          |
| 2616 | 70-74   | 4577        |        |        |        |        |          |
| 2780 | 65-69   | 3626        |        |        |        |        |          |
| 4048 | 60-64   | 4789        |        |        |        |        |          |
| 5727 | 55-59   | 7075        |        |        |        |        |          |
| 5865 | 50-54   | 7163        |        |        |        |        |          |
| 6185 | 45-49   | 6940        |        |        |        |        |          |
| 6921 | 40-44   | 6997        |        |        |        |        |          |
| 7978 | 35-39   | 7605        |        |        |        |        |          |
| 10 303 | 30-34   | 9370        |        |        |        |        |          |
| 11 622 | 25-29   | 11 658      |        |        |        |        |          |
| 13 702 | 20-24   | 16 898      |        |        |        |        |          |
| 7757 | 15-20   | 9557        |        |        |        |        |          |
| 5048 | 10-14   | 4560        |        |        |        |        |          |
| 5166 | 5-9     | 4872        |        |        |        |        |          |
| 5951 | 0-4     | 5299        |        |        |        |        |          |

## Економіка
2010 року серед 173 933 осіб працездатного віку (15—64 років) 118 388 були активними, 55 545 — неактивними (показник активності 68,1%, у 1999 році було 66,0%). З 118 388 активних мешканців працювало 101 049 осіб (50 858 чоловіків та 50 191 жінка), безробітними було 17 339 (8700 чоловіків та 8639 жінок). Серед 55 545 неактивних 35 080 осіб було учнями чи студентами, 8032 — пенсіонерами, 12433 були неактивними з інших причин.

У 2010 році в муніципалітеті нараховувалося 112142 оподатковані домогосподарства, у яких проживали 213904,5 особи, медіана доходів виносила 19 700 євро на одного особоспоживача

## Клімат
Клімат Бордо морський (Cfb за класифікацією кліматів Кеппена), проте літо, як правило, тепліше, а зими м'якше, ніж в більшості районів з морським кліматом. Лише значні літні опади не дозволяють класифікувати клімат міста як середземноморський.
Зими прохолодні через переважання західних вітрів з Атлантичного океану. Через вплив Біскайської затоки (температура поверхні якої досягає 21-22° C) середня зимова температура становить 7,1° C, але останні зими були теплішими. Морози взимку є звичайним явищем і спостерігаються кілька разів протягом сезону, однак снігопади дуже рідкісні, сніг випадає тільки один раз за три роки. Середня літня температура становить 20,7° C. 2003 року відзначена рекордна середня літня температура 23,3° C.
| Клімат Бордо (1981–2010)                                              | Клімат Бордо (1981–2010) | Клімат Бордо (1981–2010) | Клімат Бордо (1981–2010) | Клімат Бордо (1981–2010) | Клімат Бордо (1981–2010) | Клімат Бордо (1981–2010) | Клімат Бордо (1981–2010) | Клімат Бордо (1981–2010) | Клімат Бордо (1981–2010) | Клімат Бордо (1981–2010) | Клімат Бордо (1981–2010) | Клімат Бордо (1981–2010) | Клімат Бордо (1981–2010) |
| Показник                                                              | Січ.                     | Лют.                     | Бер.                     | Квіт.                    | Трав.                    | Черв.                    | Лип.                     | Серп.                    | Вер.                     | Жовт.                    | Лист.                    | Груд.                    | Рік                      |
| Абсолютний максимум, °C                                               | 20,2                     | 26,2                     | 27,7                     | 31,1                     | 35,4                     | 39,2                     | 38,8                     | 40,7                     | 37,0                     | 32,2                     | 26,7                     | 22,5                     | 40,7                     |
| Середній максимум, °C                                                 | 10,1                     | 11,7                     | 15,1                     | 17,3                     | 21,2                     | 24,5                     | 26,9                     | 27,1                     | 24,0                     | 19,4                     | 13,7                     | 10,5                     | 18,5                     |
| Середня температура, °C                                               | 6,6                      | 7,5                      | 10,3                     | 12,4                     | 16,1                     | 19,3                     | 21,4                     | 21,4                     | 18,5                     | 14,9                     | 9,9                      | 7,2                      | 13,8                     |
| Середній мінімум, °C                                                  | 3,1                      | 3,3                      | 5,4                      | 7,4                      | 11,0                     | 14,1                     | 15,8                     | 15,7                     | 12,9                     | 10,4                     | 6,1                      | 3,8                      | 9,1                      |
| Абсолютний мінімум, °C                                                | −16,4                    | −15,2                    | −9,9                     | −5,3                     | −1,8                     | 2,5                      | 4,8                      | 1,5                      | −1,8                     | −5,3                     | −12,3                    | −13,4                    | −16,4                    |
| Середня кількість сонячних годин на місяць                            | 96,0                     | 114,9                    | 169,7                    | 182,1                    | 217,4                    | 238,7                    | 248,5                    | 242,3                    | 202,7                    | 147,2                    | 94,4                     | 81,8                     | 2035,4                   |
| Норма опадів, мм                                                      | 87.3                     | 71.7                     | 65.3                     | 78.2                     | 80.0                     | 62.2                     | 49.9                     | 56.0                     | 84.3                     | 93.3                     | 110.2                    | 105.7                    | 944.1                    |
| Днів з опадами                                                        | 12,2                     | 10,1                     | 11,0                     | 11,9                     | 10,9                     | 8,3                      | 7,1                      | 7,5                      | 9,2                      | 11,0                     | 12,6                     | 12,4                     | 124,3                    |
| Днів зі снігом                                                        | 1,1                      | 1,2                      | 0,6                      | 0,0                      | 0,0                      | 0,0                      | 0,0                      | 0,0                      | 0,0                      | 0,0                      | 0,2                      | 0,8                      | 3,9                      |
| Вологість повітря, %                                                  | 88                       | 84                       | 78                       | 76                       | 77                       | 76                       | 75                       | 76                       | 79                       | 85                       | 87                       | 88                       | 80.8                     |
| --------------------------------------------------------------------- | ------------------------ | ------------------------ | ------------------------ | ------------------------ | ------------------------ | ------------------------ | ------------------------ | ------------------------ | ------------------------ | ------------------------ | ------------------------ | ------------------------ | ------------------------ |
| Джерело: Données climatiques de la station de Bordeaux / Meteo France |                          |                          |                          |                          |                          |                          |                          |                          |                          |                          |                          |                          |                          |

## Уродженці
- Анрі Беллок (*1884 — †1959) — французький футболіст, півзахисник.

- Анрі Арнодо (*1922 — †1987) — французький футболіст, нападник.

- Жан Галліс (*1949) — французький футболіст, півзахисник, згодом — футбольний тренер.

- Децим Магн Авсоній (310—395) — державний діяч Римської імперії, консул 379 року, поет і ритор
- Арман Емманюель дю Плессі, герцог де Рішельє (1766—1822) — французький та російський державний діяч, військовик, перший градоначальник Одеси, прем'єр-міністр Франції.
- Оділон Редон (1840—1916) — французький художник, графік та художній критик.
- Альбер Марке (1875—1947) — відомий художник Франції XX століття.
- Жак Тібо (1880—1953) — французький скрипаль
- Анрі Соге (1901—1989) — французький композитор і диригент
- Жан Ануй (1910—1987) — французький драматург
- Рене Клеман (1913—1996) — французький кінорежисер
- Даніель Дар'є (1917—2017) — французька акторка і співачка, яка знялася більш ніж у 140 кінофільмах.
- Едуар Молінаро (1928—2013) — французький кінорежисер і сценарист.
- Паскаль Ріберо-Гайон (1930—2011) — французький вчений
- Філіпп Соллерс (* 1936) — французький письменник, літературний критик, есеїст.
- Дідьє Куеку (* 1944) — відомий у минулому французький футболіст, нападник, згодом  — футбольний тренер.
- Жером Гнако (* 1968) — відомий у минулому французький футболіст, півзахисник.
- Поль Байсс (* 1988) — відомий французький футболіст, захисник.
- Сессі Д'Альмейда (* 1995) — бенінський футболіст, півзахисник.

## Галерея

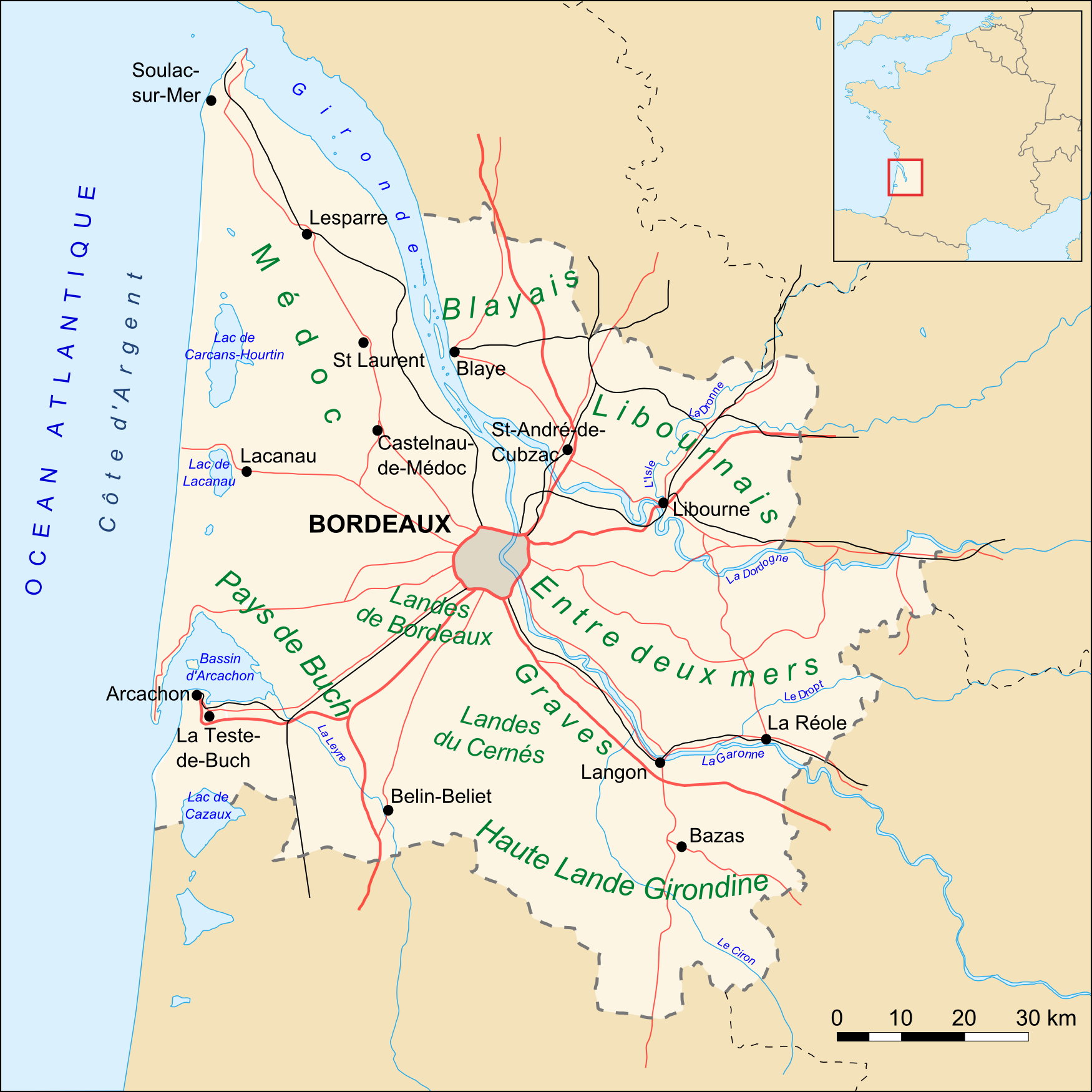
Карта міста
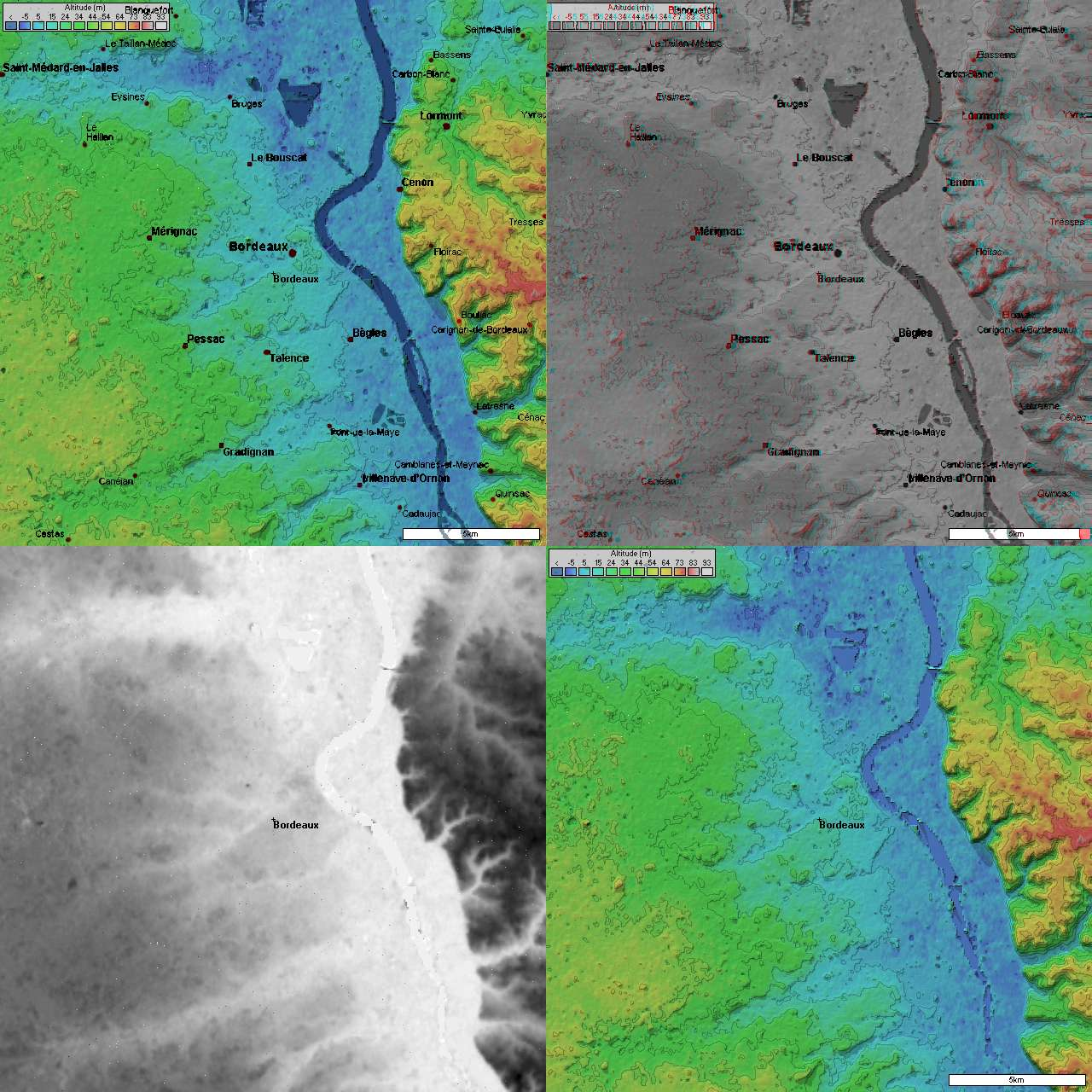
Топографічні карти міста
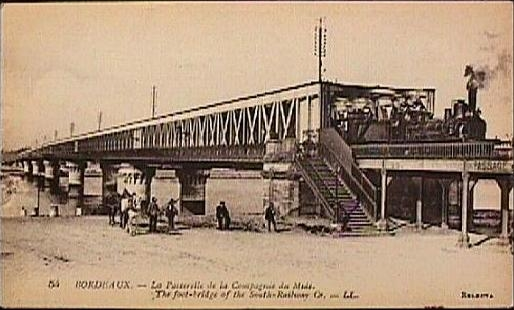
міст Ейфеля (або шлюз Сант-Жан), у 1900 році
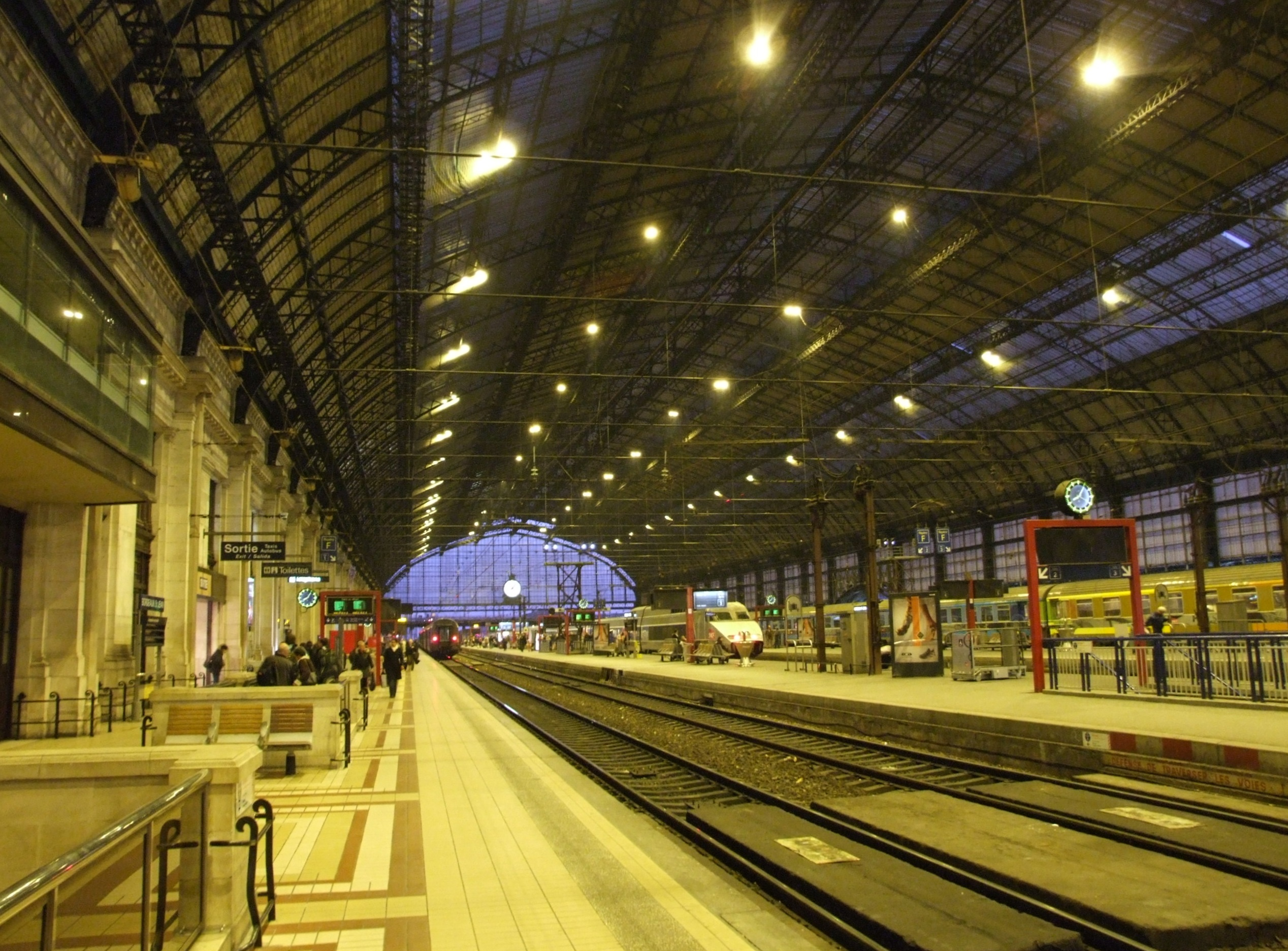
Вокзал Сен-Жан
Ligne A (лого)
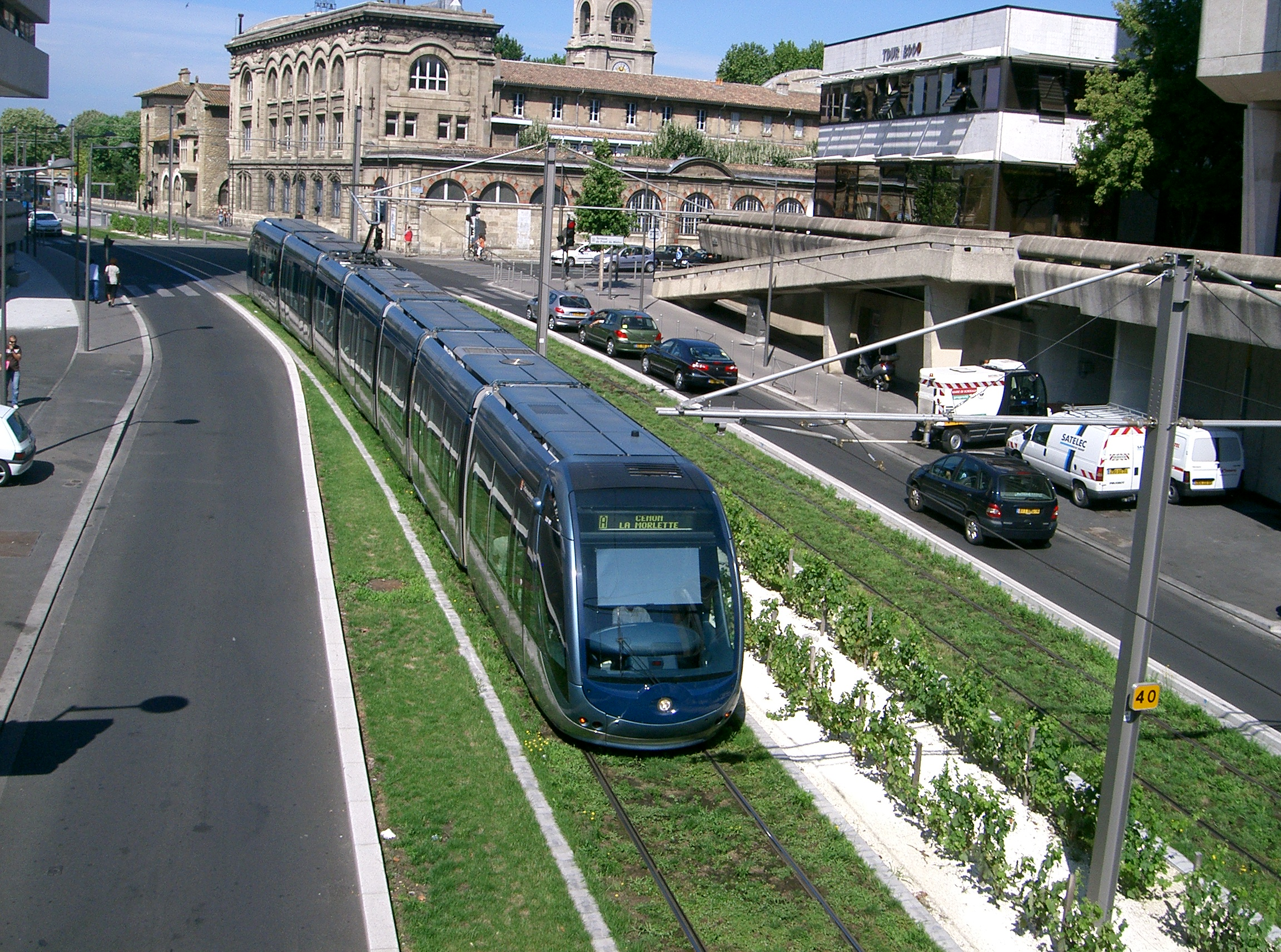
сучасний трамвай Бордо
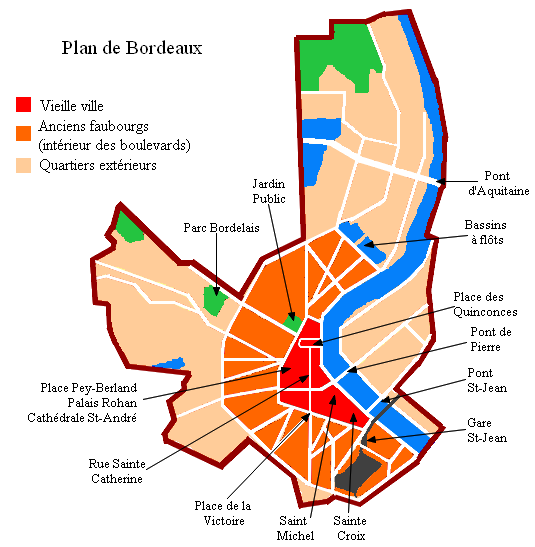
Карта Бордо
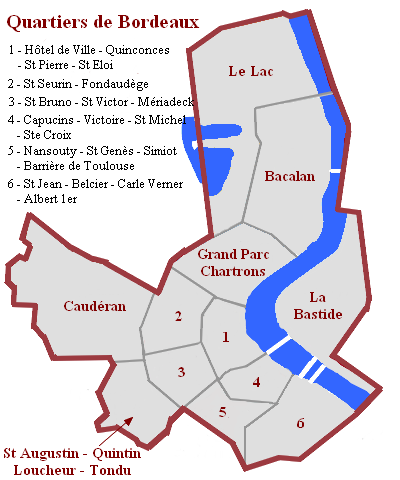
райони міста
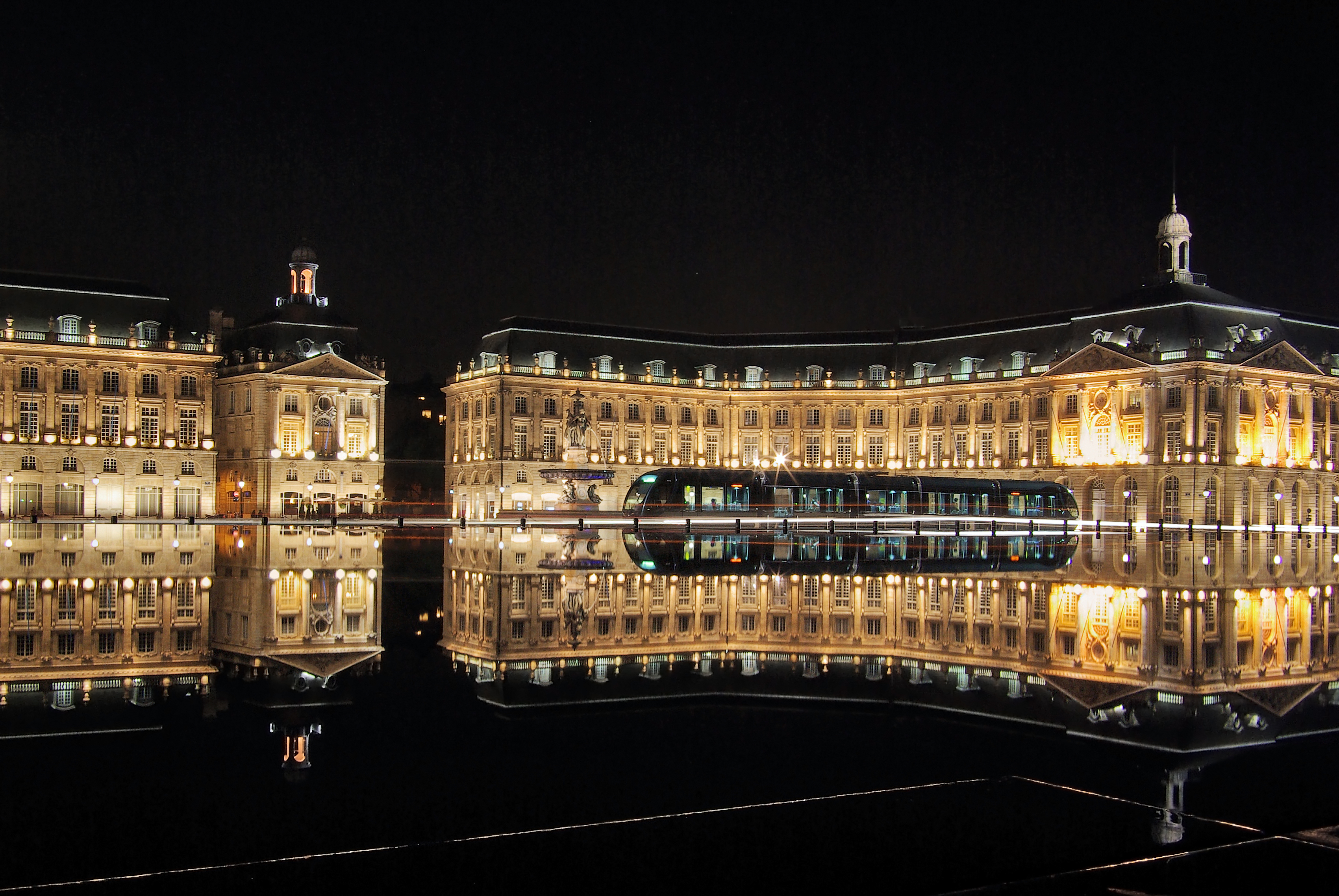
Палац де ля Бурс із трамваєм
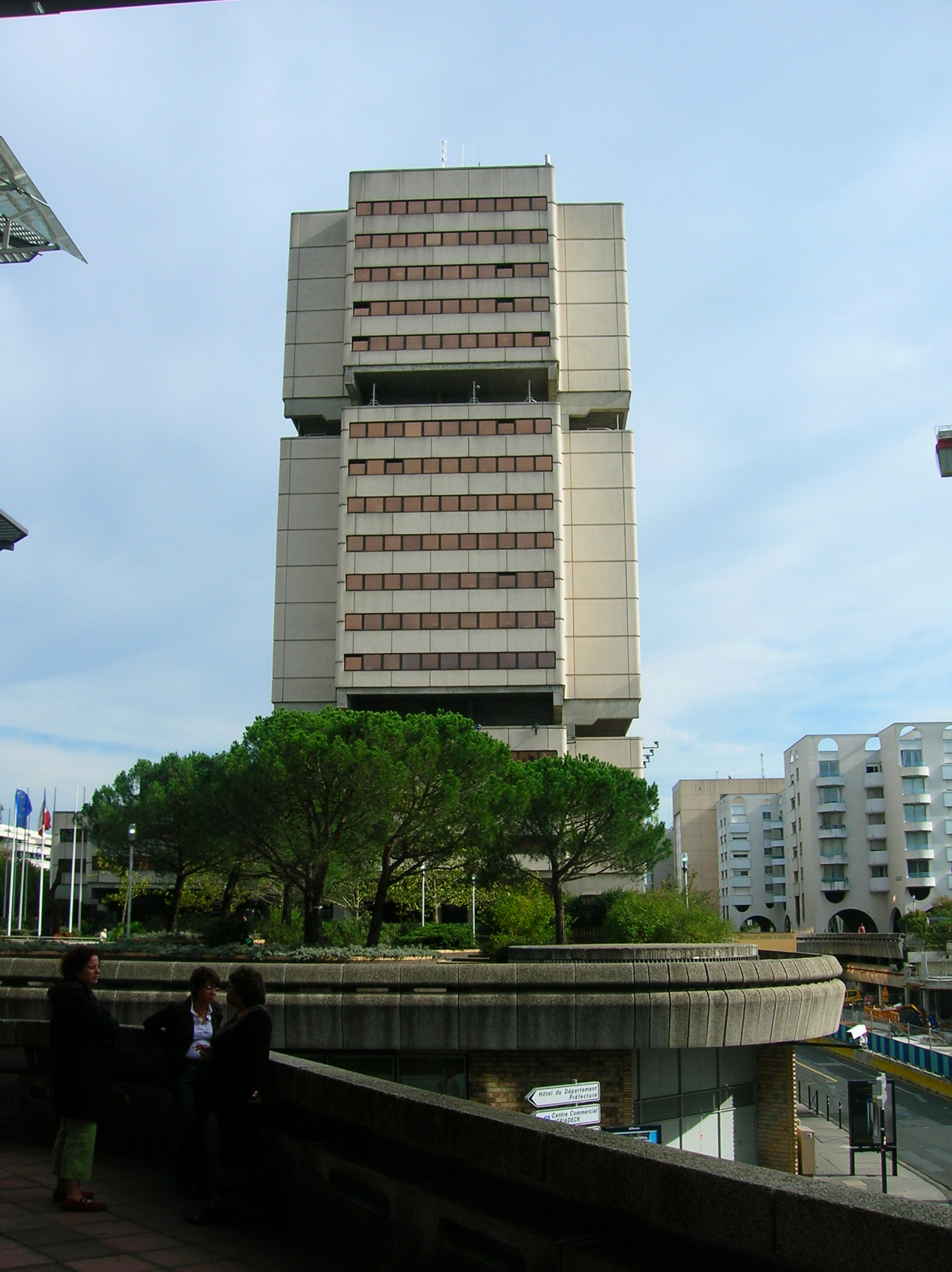
CUB, знаходиться в кварталі Меріадек
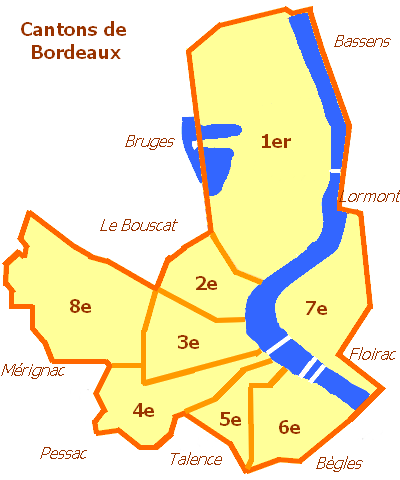
Кантони міста
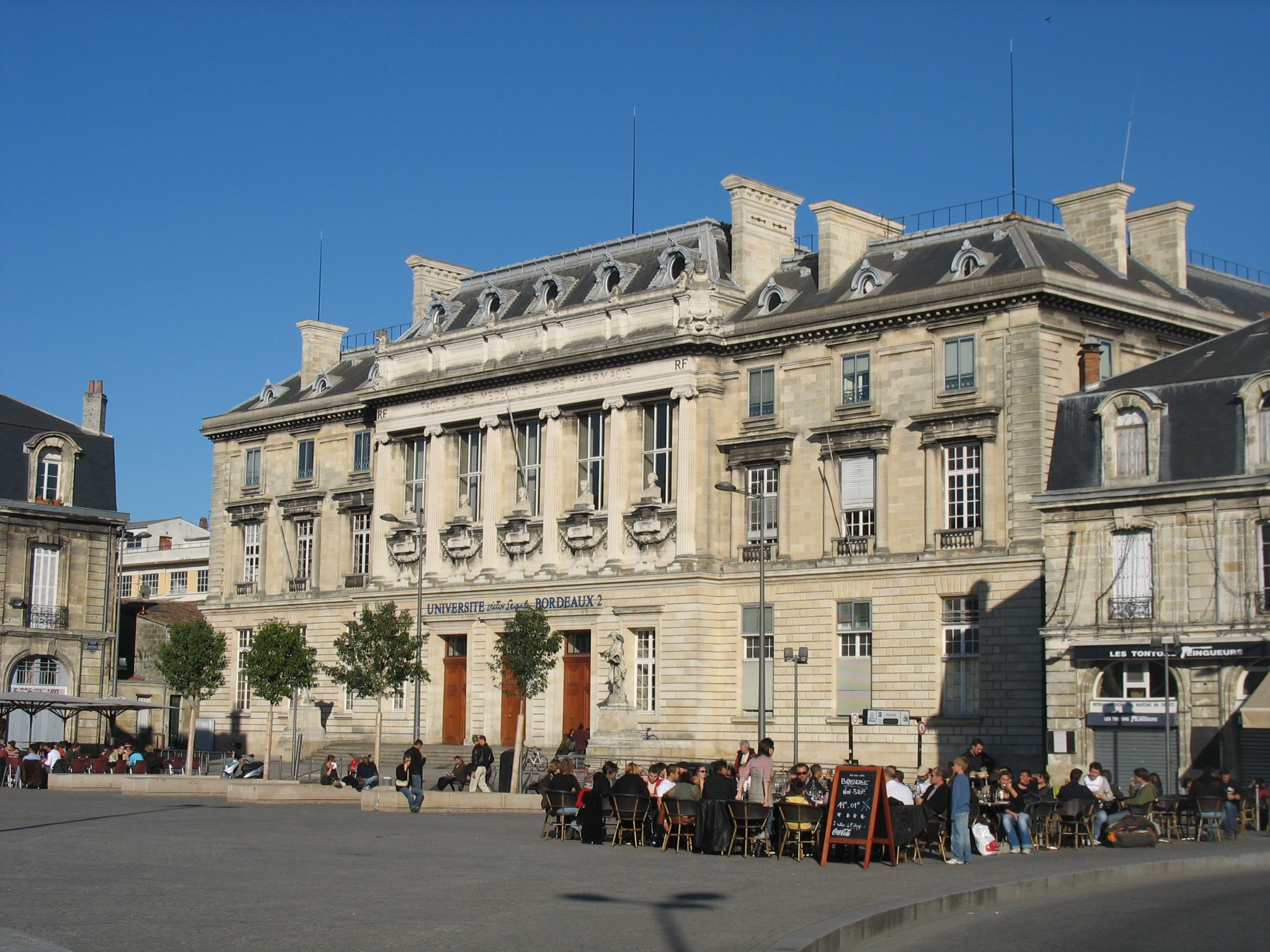
Університет Бордо 2 (площа Перемоги, колишній фармацевтичний факультет)
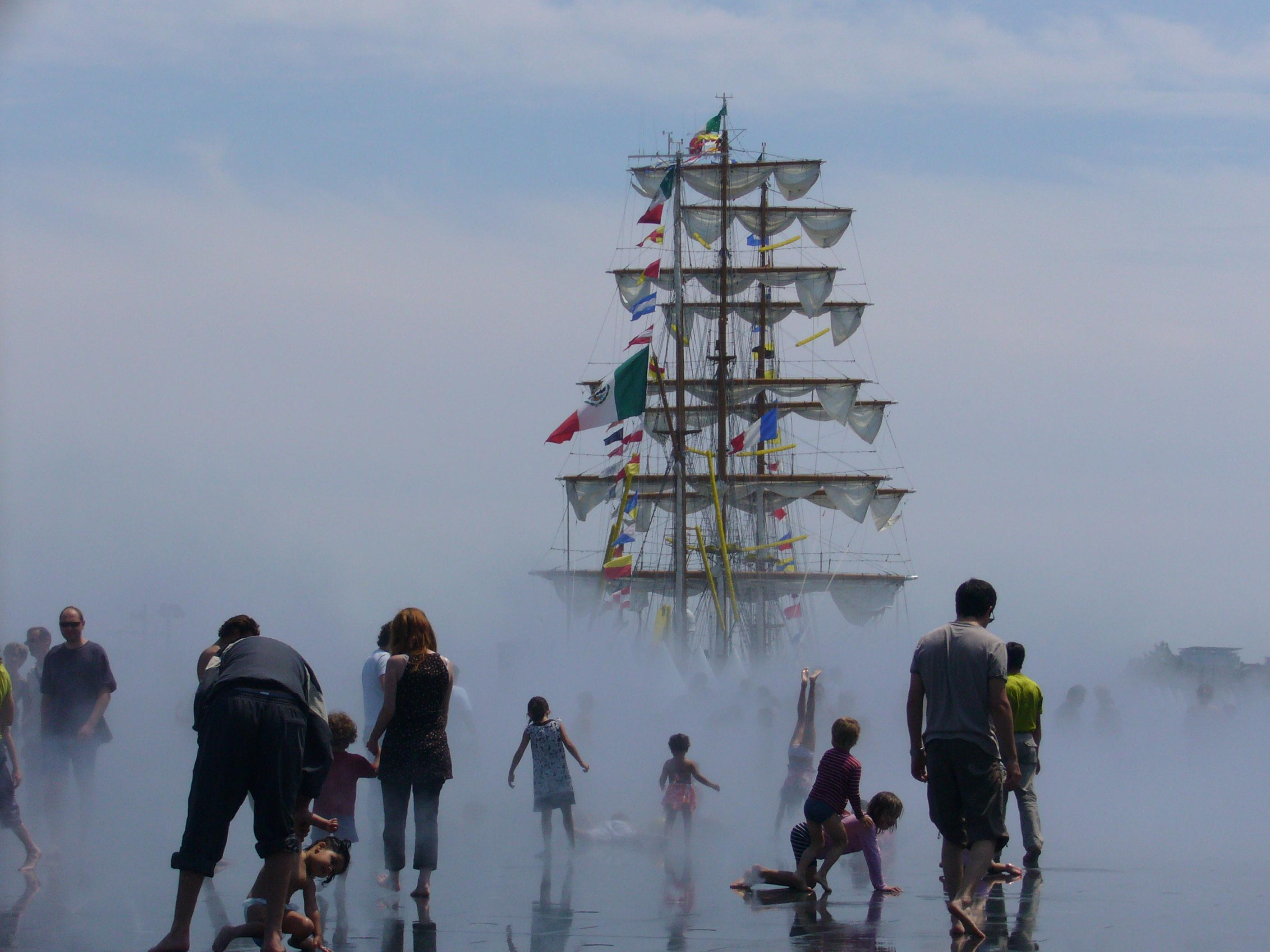
Пляс де ля Бурс (біржа) День річки у 2007
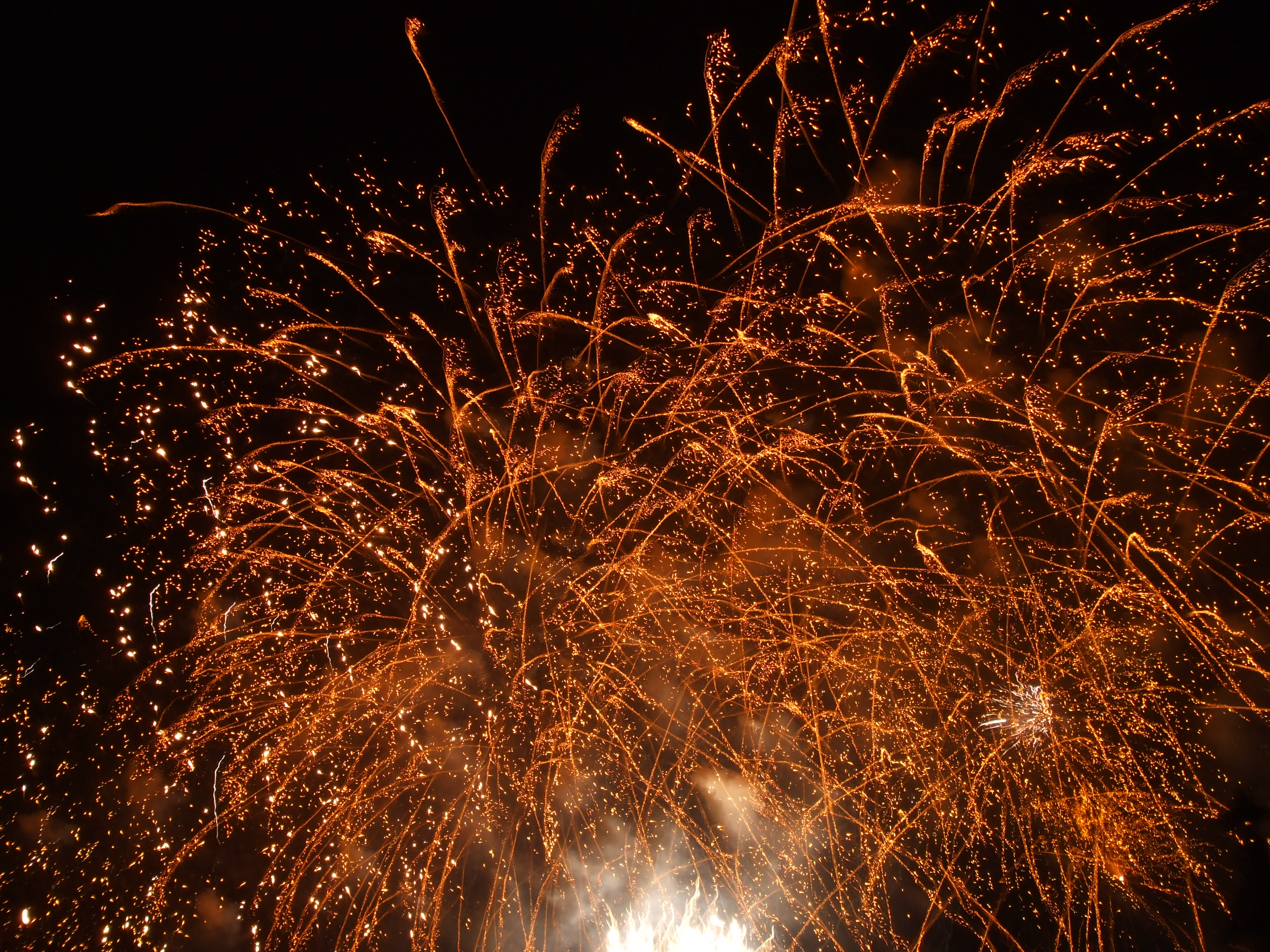
Феєрверк на площі де ля Бурс (річковий фестиваль та Vinexpo 2008)
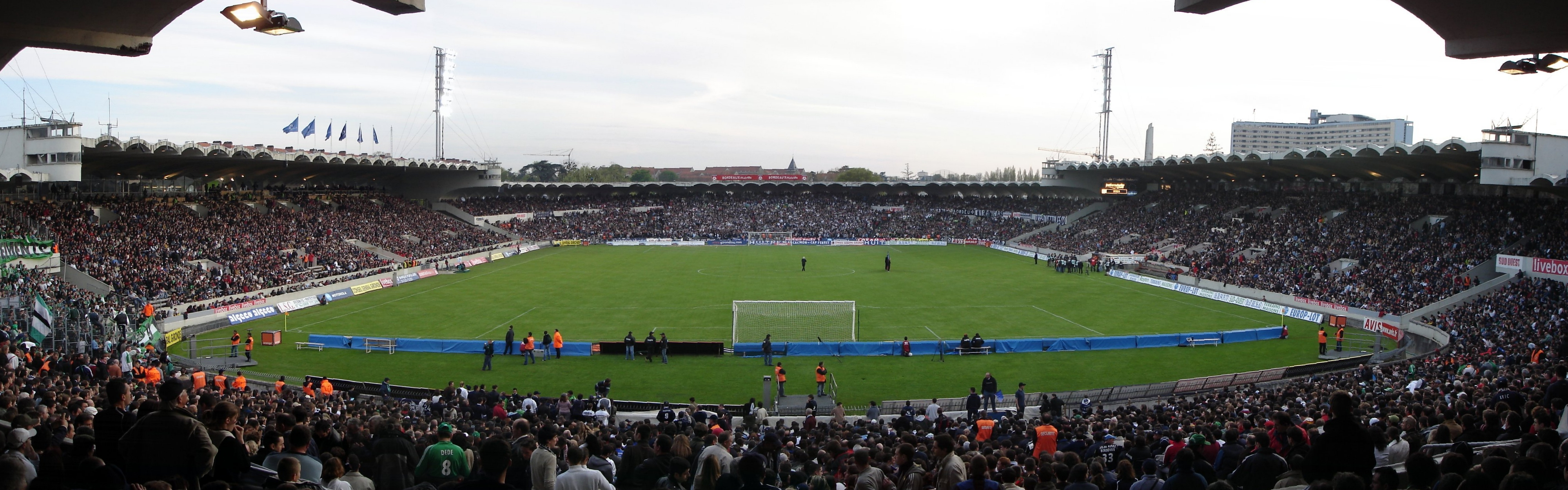
Стадіон Шабан-Дельмас
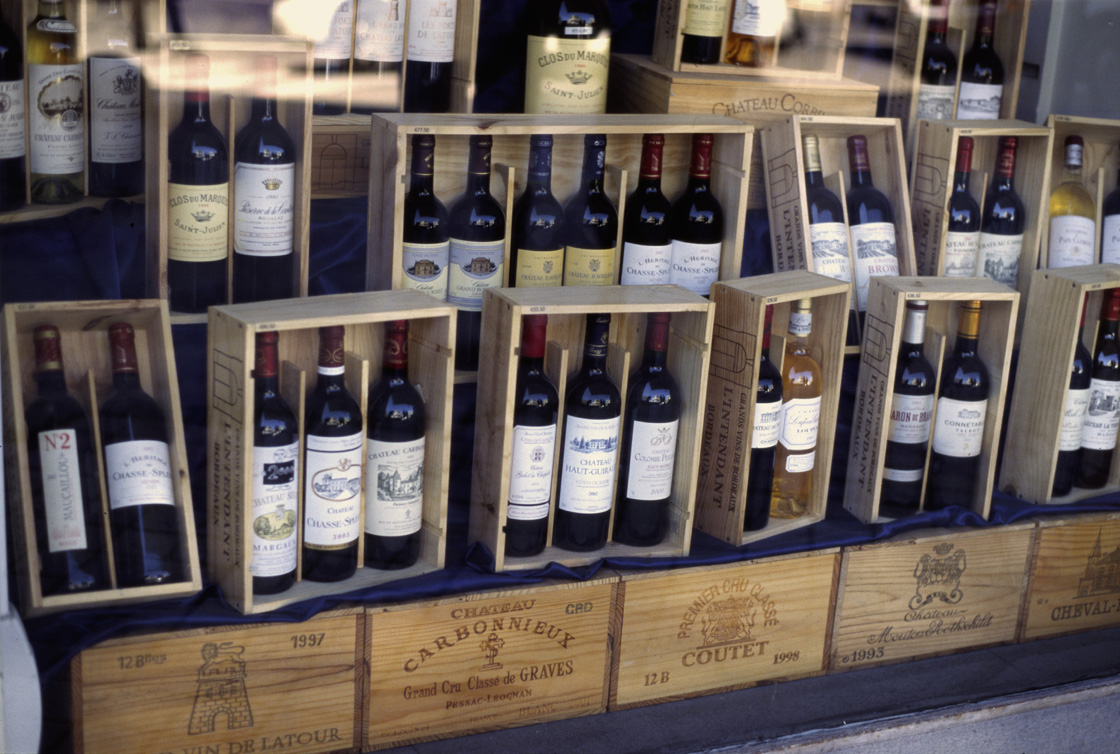
Вино Бордо
Греція на руїнах Місолон'ї Ежена Делакруа — Музей образотворчого мистецтва
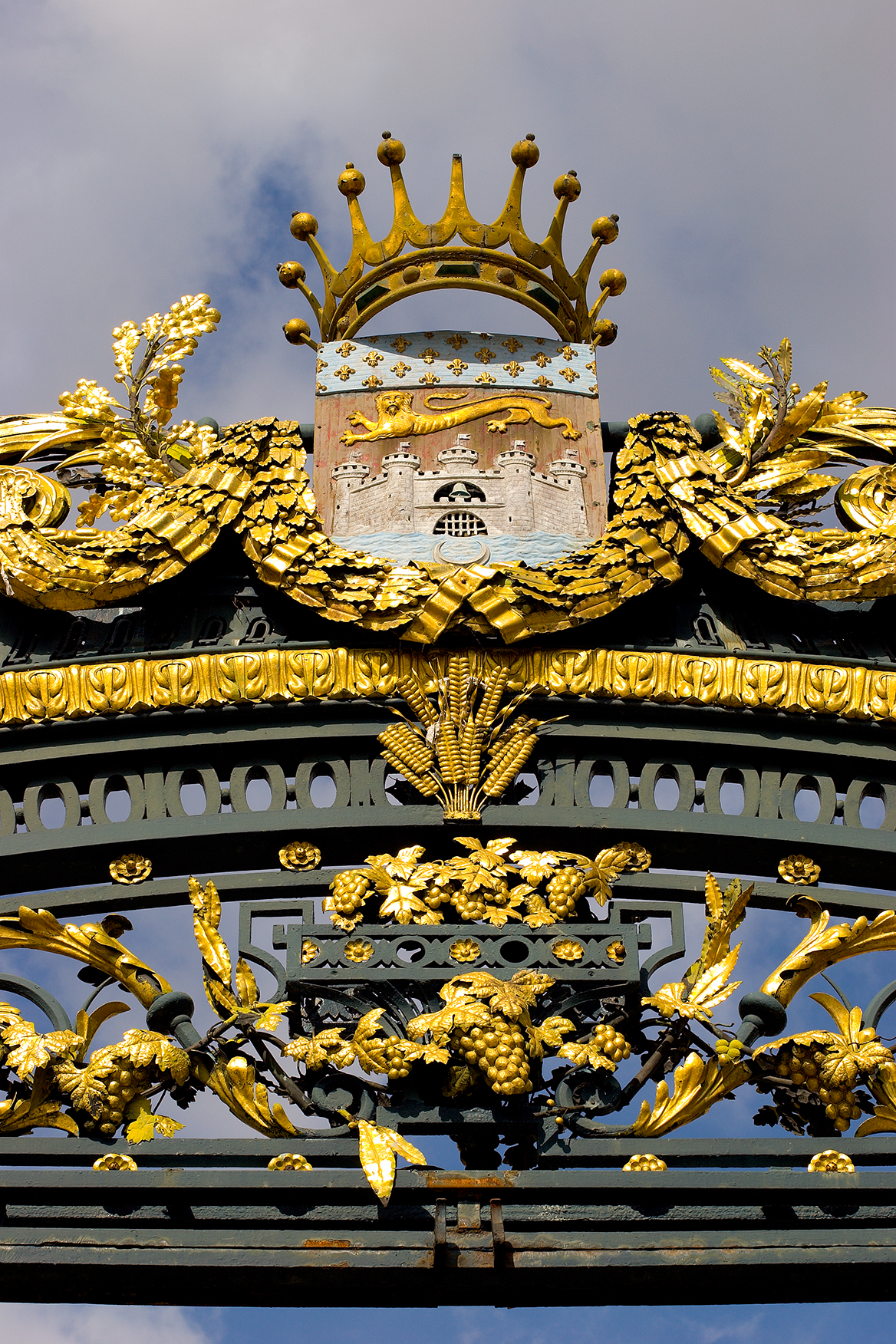
герб на готелі Бордо